# Mort et obsèques de Jacques Chirac

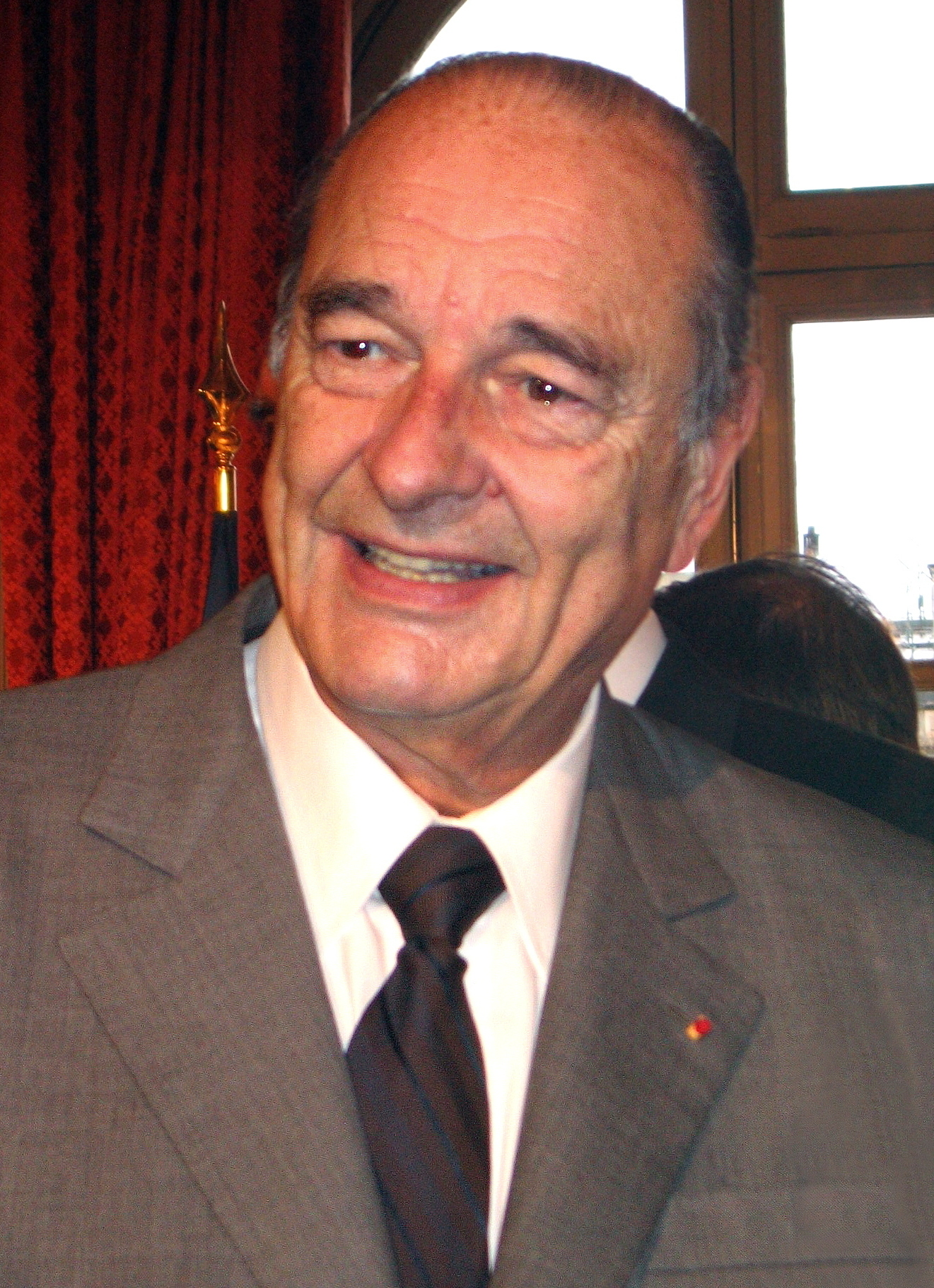
Jacques Chirac en 2006.

Le 26 septembre 2019, Jacques Chirac, ancien président de la République française, affaibli depuis plusieurs années par la maladie, meurt à son domicile parisien du 4, rue de Tournon, à l'âge de 86 ans. Sa mort suscite une certaine émotion en France et fait l'objet d'une importante couverture médiatique dans les jours qui suivent. Une journée de deuil national est décrétée par le président de la République Emmanuel Macron et des obsèques nationales sont organisées.

## Santé déclinante et mort

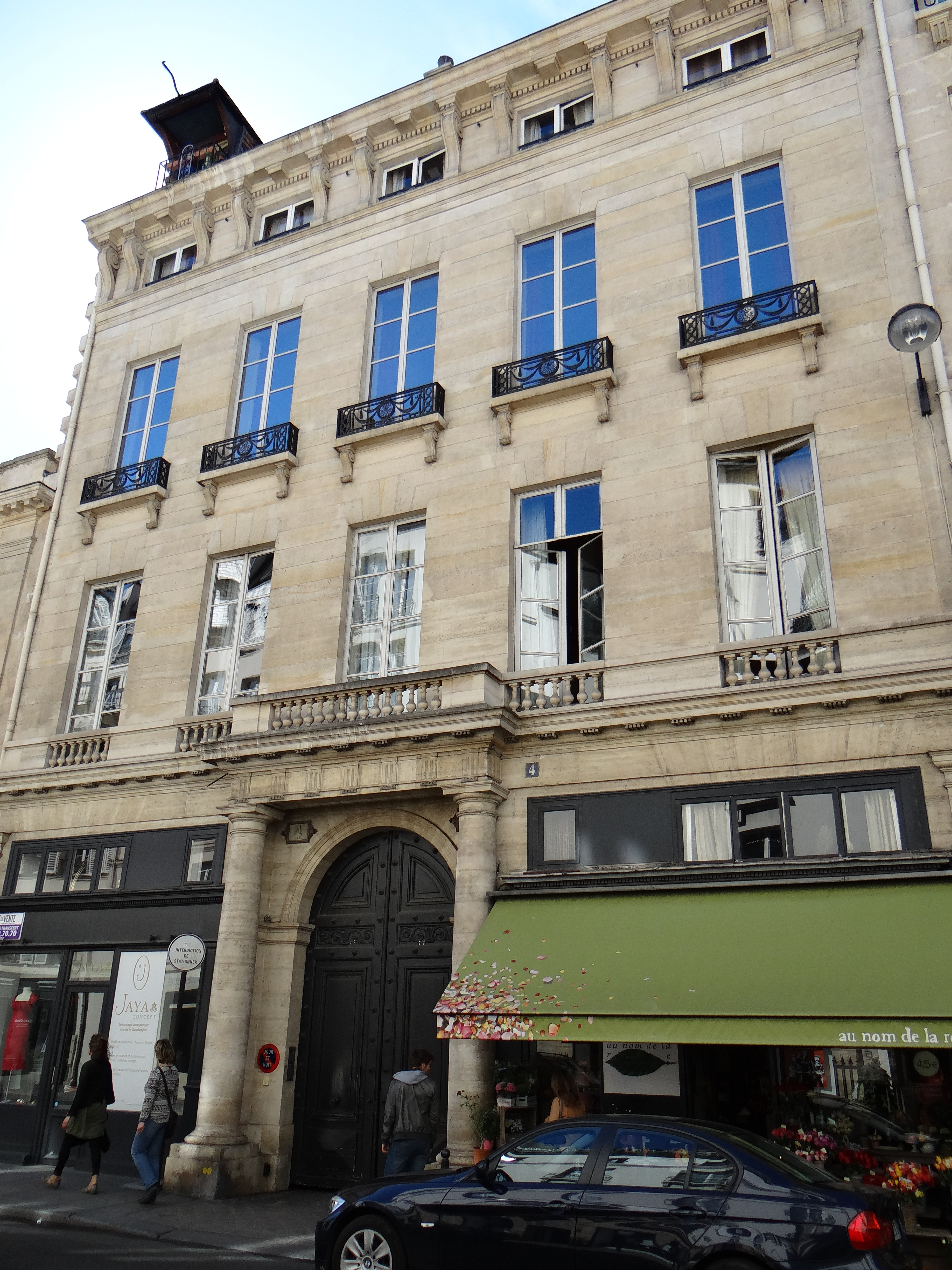
L'hôtel particulier du 4, rue de Tournon.

Après son départ de l'Élysée, sa santé continue de se détériorer au fil des années. Les spécialistes affirment qu'il souffre d'un déclin cognitif sévère qui peut résulter de son AVC en 2005,. La dernière séance du Conseil constitutionnel à laquelle il assiste est celle du 9 décembre 2010. Dans un courrier de mars 2011, il annonce son retrait de l'institution. Il effectue sa dernière apparition publique le 21 novembre 2014, pour la remise des prix de la Fondation Chirac,,. Sa fille Claude contrôle rigoureusement la communication autour de lui et les visites qu’il reçoit, faisant en sorte qu'il n'y ait plus de photographies de son père vieillissant et malade.
Jacques Chirac est hospitalisé entre 2013 et 2015, notamment pour une crise de goutte et une intervention rénale. Le 16 avril 2016, c'est en fauteuil roulant qu'il assiste, à la basilique Sainte-Clotilde, aux obsèques de sa fille Laurence, décédée l'avant-veille. En août de la même année, malgré sa santé déclinante, il peut séjourner à Agadir mais il est rapatrié en urgence à la suite d'une sévère pneumonie, son pronostic vital étant engagé,, ; il est hospitalisé près d'un mois à la Pitié-Salpêtrière. Son fidèle Daniel Le Conte témoigne en 2017 que « le président a les yeux perdus dans des pensées indéchiffrables. […] Jacques Chirac n'a plus envie de faire l'effort [de parler], juste celui d'écouter, et encore », en ajoutant que sa fin de vie est bien différente de celle de François Mitterrand qui a conservé son esprit. En mars 2019, Jean-Louis Debré et Erwan L'Éléouet, biographe de Bernadette Chirac, indiquent que le président est quasiment mutique et ne reconnaît plus que sa femme, sa fille et ses auxiliaires de vie,.
À la fin de sa vie, il ne quitte plus l'appartement où il est installé à partir de fin 2015, dans un hôtel particulier du 4, rue de Tournon. Situé au rez-de-chaussée côté cour, il est plus adapté à son état de santé que son ancien domicile du quai Voltaire et lui est prêté par son ami François Pinault. C'est là qu'il meurt le 26 septembre 2019 à 7 h 45, d'une insuffisance rénale, à l'âge de 86 ans,. Sa famille annonce que l'ancien président « s'est éteint au milieu des siens, paisiblement ».

## Réactions
De nombreuses personnalités politiques françaises et à l’étranger lui rendent hommage. Valéry Giscard d'Estaing, qui a été son adversaire politique à droite, déclare avoir « appris avec beaucoup d'émotion la nouvelle de la disparition de l'ancien président de la République ». Pour Nicolas Sarkozy, son successeur à l’Élysée en 2007, Jacques Chirac « a incarné une France fidèle à ses valeurs universelles et à son rôle historique », ajoutant que « c'est une part de [s]a vie qui disparaît ». Selon François Hollande, « Jacques Chirac avait su établir un lien personnel avec les Français ». Richard Ferrand, président de l'Assemblée nationale, déclare que « Jacques Chirac fait désormais partie de l'histoire de France, une France à son image : fougueuse, complexe, parfois traversée de contradictions, toujours animée d'une inlassable passion républicaine ». Pour Gérard Larcher, président du Sénat, « Jacques Chirac aura incarné l’âme de la France ». François Bayrou, président du MoDem, évoque à propos de Jacques Chirac un « attachement à l'unité des Français et aux valeurs républicaines ». Une minute de silence est observée à l'Assemblée nationale et au Sénat le jour de sa mort, ainsi qu'aux Nations unies. Une journée de deuil national est décrétée en France pour le 30 septembre. Emmanuel Macron annule un déplacement pour un débat prévu à Rodez pour faire le soir même une allocution télévisée. Il estime que « le président Chirac incarna une certaine idée de la France » et « était un grand Français, libre, […] amoureux taiseux de notre culture ».
Il est noté la réaction tardive des autorités américaines avec une déclaration du secrétaire d'État Mike Pompeo le 29 septembre, la Maison Blanche indiquant que l'ambassadrice américaine représenterait les États-Unis lors des obsèques. La première personnalité américaine à avoir réagi est l'ancien président Bill Clinton, qui a salué la mémoire de Jacques Chirac au lendemain de sa mort et annoncé sa présence aux obsèques.
Le Premier ministre japonais, Shinzō Abe, se rend à l'ambassade de France au Japon pour rendre hommage à Jacques Chirac le jour des obsèques de l'ancien président et adresse un message de condoléances à Bernadette Chirac,.
Des réactions plus nuancées voire critiques se font cependant entendre. Nathalie Arthaud, porte-parole de Lutte ouvrière, le qualifie de « politicien bourgeois » et considère qu'il « ne laissera qu’un bon souvenir aux travailleurs : la grève de 1995 ». D'autres personnalités de gauche radicale lui reprochent son discours sur « le bruit et l'odeur » des immigrés, la poursuite de la Françafrique et sa politique sociale. Le journaliste d'investigation Edwy Plenel insiste quant à lui sur la condamnation judiciaire de l'ancien président et sur un héritage « bien maigre » au vu de ses 40 années en politique, tandis que le journaliste à The Economist Daniel Knowles écrit qu'il était « le dernier président français à avoir reçu d’énormes sacs d’argent des présidents africains pour soutenir ses campagnes de réélection ». Jean-Marie Le Pen se déclare « un peu choqué » par l'émoi national autour de sa mort, estimant qu'il a été « l’accélérateur du déclin de la France » et qu'il « n’a rien réussi à proprement parler ». De son côté, le magistrat Éric Halphen déclare : « Il aura montré le mauvais côté de la politique, c’est-à-dire celui où l’on se sert des marchés publics pour enrichir un parti afin d'arriver au pouvoir. Je retiendrai surtout le chef de l’État qui a abaissé la fonction présidentielle, car il est arrivé au pouvoir par de mauvais chemins ».
Raphaëlle Bacqué rappelle qu'un mot revient sans cesse dans ces hommages, celui de « sympathique », qui compense son bilan politique maigre : « l'humain chaleureux semble sans cesse invoqué comme pour rattraper le président médiocre ». Cette analyse est confirmée par la presse internationale, qui loue sa personnalité, pas son bilan. Un éditorial du Monde indique : « Sans doute ne prépara-t-il pas assez solidement la France, son économie et son industrie à affronter les défis de la mondialisation. À ce titre, il ne peut guère rivaliser avec ses prédécesseurs et leurs œuvres. Mais sa longévité, sa ténacité et sa personnalité en ont fait le passeur d’un siècle à l’autre. Jacques Chirac, un destin au reflet d’une époque ».

## Hommages
La ville de Paris, dont Jacques Chirac a été maire pendant 18 ans, et l'administrateur de la Tour Eiffel décident d'éteindre les lumières de l'édifice au soir de sa mort.
Fait inédit après la disparition d'un président de la République, le palais de l'Élysée ouvre ses portes au public afin de laisser les citoyens déposer un mot dans un recueil de condoléances, une heure après l'intervention télévisée d'Emmanuel Macron. Le même soir, Emmanuel Macron et son épouse, Brigitte, se rendent au domicile des Chirac, pour présenter leurs condoléances et se recueillir devant la dépouille de l'ancien président. Ils sont les seuls à être reçus, avec l'ancien ministre Renaud Donnedieu de Vabres, afin de ménager Bernadette Chirac, décrite comme très affaiblie.
Le président de la République Emmanuel Macron décrète une journée de deuil national pour le lundi 30 septembre, comme cela avait été le cas à la mort de précédents présidents, Charles de Gaulle en 1970, Georges Pompidou en 1974 et François Mitterrand en 1996 et seulement la huitième fois qu'une journée de deuil national est décrété en France depuis 1958 et le début de la Ve République. Emmanuel Macron décide aussi d'une minute de silence dans les administrations et les écoles ce jour-là à 15 heures.
La Fédération française de football demande qu'une minute de silence soit respectée sur tous les terrains de football pour les matchs du week-end suivant le décès de l'ancien président. Une minute de silence est également observée lors de la demi-finale du championnat d'Europe de volley-ball au palais omnisports de Paris-Bercy, mais perturbée par des supporters serbes faisant référence aux bombardements de l'OTAN dans leur pays en 1999, quand Jacques Chirac était président de la République.

## Éclipse de l'incendie de l'usine Lubrizol
Le jour de la mort de Jacques Chirac se produit un important incendie dans l'usine Lubrizol de Rouen, usine classée Seveso, que la couverture de la mort de l'ancien président de la République éclipse dans les médias. Plusieurs internautes réagissent sur les réseaux sociaux, ce dont quelques médias se font l'écho, mais il faut attendre le surlendemain pour que les médias traitent de cet incendie et de ses conséquences.

## Obsèques
Peu après l'annonce de la mort de Jacques Chirac, la présidence de la République annonce des funérailles nationales.
L'évêque de Nanterre Matthieu Rougé, quand il était en mission au diocèse de Paris, avait préparé ces obsèques avec la famille. Il indique que « ce qui a toujours guidé la famille Chirac, c'est la volonté de rester dans la jurisprudence des précédentes obsèques des anciens présidents de la République. Charles de Gaulle avait eu une cérémonie intime à Colombey-les-Deux-Églises, Georges Pompidou un enterrement familial à Orvilliers et François Mitterrand à Jarnac, tout en permettant un recueillement national en simultané. Il y aura aussi, pour Jacques Chirac, un temps dédié aux proches et la possibilité pour tous de saluer la mémoire de l'homme d’État ». À la différence des précédents présidents défunts, la cérémonie a lieu en présence de la dépouille de Jacques Chirac.

### Aux Invalides

#### Cérémonie œcuménique et hommage public
|                                                  |  |  |
| Cercueil de Jacques Chirac exposé aux Invalides. |  |  |

Le 29 septembre 2019 à partir de 14 h, le cercueil de l'ancien président recouvert du drapeau français et porté par les anciens officiers de sécurité de l’Élysée est exposé à l'entrée de la cathédrale Saint-Louis-des-Invalides pour que le public puisse venir se recueillir. La cérémonie démarre le 30 septembre au matin par un hommage inter-religieux, auquel assistent sa fille Claude Chirac, son gendre Frédéric Salat-Baroux, les trois enfants de ce dernier, et son petit-fils Martin Rey-Chirac, en l'absence remarquée de son épouse Bernadette Chirac. Le grand-rabbin de France Haïm Korsia, l’évêque de Basse-Terre en Guadeloupe Jean-Yves Riocreux et le recteur de la grande mosquée de Paris Dalil Boubakeur assistent à la cérémonie.
Parmi les milliers d'anonymes présents, plusieurs personnalités politiques viennent lui rendre hommage à l'instar de ses anciens ministres Philippe Douste-Blazy, Gilles de Robien, Jacques Toubon, Alain Madelin, Jean-Louis Debré et Frédéric de Saint-Sernin, et des députés Cédric Villani et Benjamin Griveaux. Un livret d’une dizaine de pages intitulé Jacques Chirac par ses mots, préparé par la famille, est distribué à l’assistance. Une bande-son est diffusée avec neuf extraits de discours de Jacques Chirac, du discours du Vél’ d’Hiv’ à l'allocution télévisée d'adieu de 2007. Devant l'importance de la foule, l'accès reste ouvert au public toute la nuit jusqu'à 7 h.

#### Messe privée
Le lendemain matin, en présence de la famille, des intimes, du premier cercle politique et de personnes ayant servi Jacques Chirac, une cérémonie religieuse se tient dans cette cathédrale célébrée par Jean-Yves Riocreux, évêque de Guadeloupe et ami du couple Chirac, Francis Bestion, évêque de Tulle, et Antoine de Romanet, évêque du diocèse aux Armées, avec des chants de la Fraternité de Jérusalem. Parmi les 200 personnes présentes, l'ancien président du Sénégal et secrétaire général de la Francophonie Abdou Diouf, les anciens Premiers ministres Alain Juppé, Jean-Pierre Raffarin et Dominique de Villepin, d'anciens ministres comme François Baroin, Jean-Louis Debré, Jacques Toubon, Michèle Alliot-Marie, Valérie Pécresse, Christian Jacob, Renaud Muselier, Jean-François Lamour, Frédéric de Saint-Sernin, Thierry Breton, Renaud Donnedieu de Vabres, Jean-François Copé, Nicolas Hulot et Jean-Paul Delevoye mais aussi les familles Pinault et Arnault, les célébrités Line Renaud, Muriel Robin, Patrick Sébastien, Vincent Lindon et Christophe Lambert. Des militaires, les secrétaires, le personnel médical et des officiers de sécurité ayant servi l'ancien président sont également présents.

#### Honneurs militaires
Les honneurs militaires lui sont ensuite rendus dans la Cour d'honneur des Invalides en présence du président Emmanuel Macron et par différents corps militaires dont le 1er régiment de chasseurs d’Afrique (RCA) au sein duquel Jacques Chirac avait fait son service militaire en Algérie. La Garde républicaine joue la Sonnerie aux morts suivie d'une minute de silence puis de La Marseillaise. Le cercueil quitte la cour des Invalides au son de la Marche funèbre de Chopin. Au moment de sa sortie des Invalides, le bourdon de Notre-Dame sonne le glas. Il s'agit de la première fois qu'une cloche de Notre-Dame sonne depuis l'incendie de la cathédrale en avril 2019. Le cortège funèbre, sous « grande escorte » de la Garde républicaine rejoint ensuite l'église Saint-Sulpice pour la messe des obsèques.

### Messe d'obsèques à Saint-Sulpice

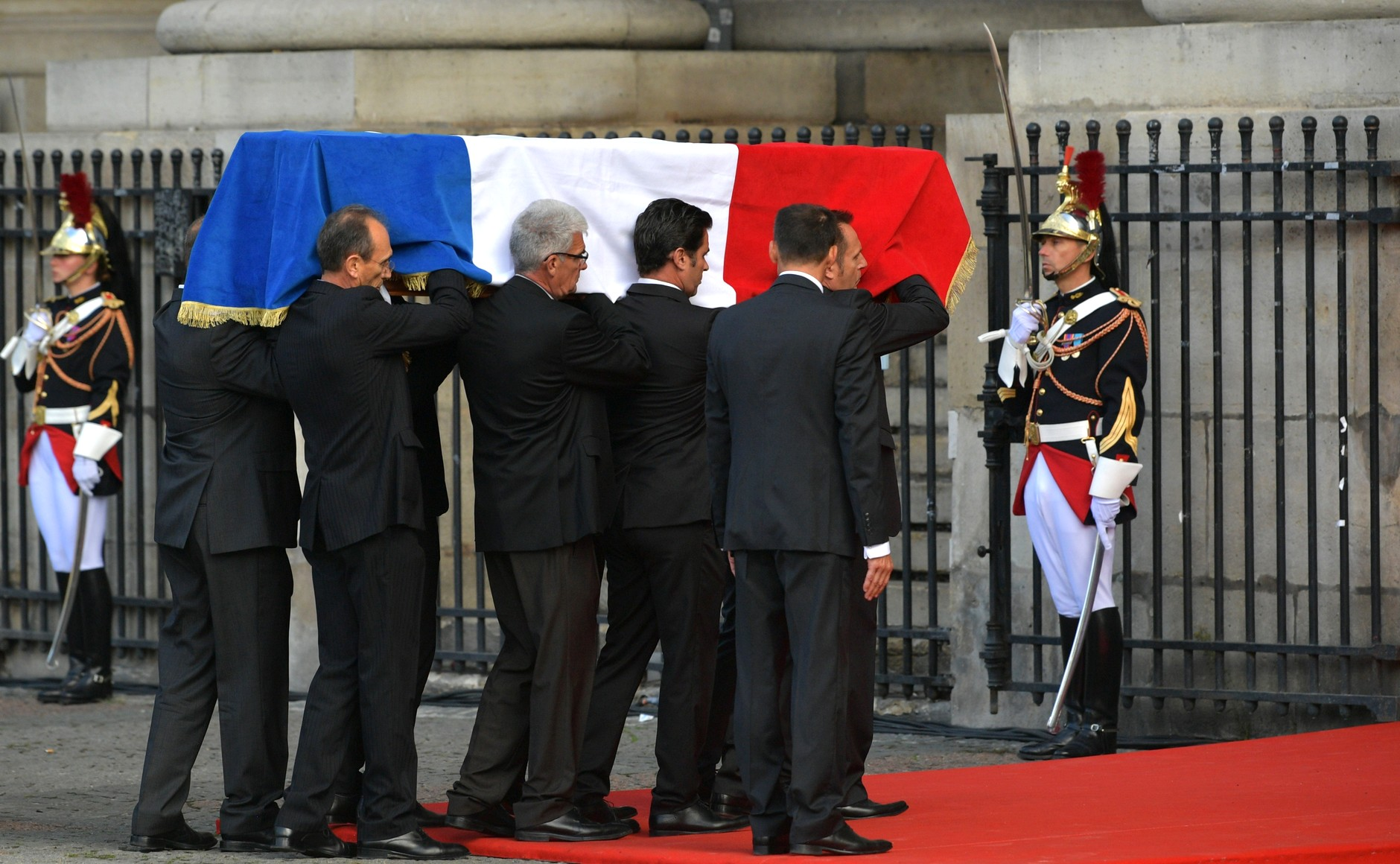
Entrée du cercueil dans l'église Saint-Sulpice porté par les anciens officiers de sécurité de Jacques Chirac.

Saint-Sulpice, depuis l'incendie de Notre-Dame de Paris, a pris le rôle de cathédrale diocésaine et donc, à ce titre, s'y déroulent les grandes cérémonies officielles.
La messe est célébrée par l'archevêque de Paris, Michel Aupetit, entouré des évêques auxiliaires de la capitale, du cardinal André Vingt-Trois, du président de la Conférence des évêques de France, Éric de Moulins-Beaufort et de l'évêque de Nanterre Matthieu Rougé.
Lors de la cérémonie religieuse qui débute à midi sont présents le président Emmanuel Macron, de même que ses prédécesseurs Valéry Giscard d'Estaing et Nicolas Sarkozy et leurs épouses, ainsi que François Hollande, le président de l'Assemblée nationale Richard Ferrand, le président du Sénat Gérard Larcher, le Premier ministre Édouard Philippe, qui protocolairement accueille les personnalités à l'entrée de l'église, la quasi-totalité des membres du gouvernement et tous les anciens Premiers ministres : Laurent Fabius, Édith Cresson, Édouard Balladur, Alain Juppé, Lionel Jospin, Jean-Pierre Raffarin, Dominique de Villepin, François Fillon, Jean-Marc Ayrault, Manuel Valls et Bernard Cazeneuve. La maire de Paris Anne Hidalgo et son prédécesseur Jean Tiberi (qui avait succédé dans cette fonction à Jacques Chirac après son élection à la présidence de la République) sont également présents.
La famille Chirac fait savoir que la présence de Marine Le Pen n'est pas souhaitée alors que la députée et présidente du RN avait initialement indiqué qu'elle viendrait ; cette dernière renonce finalement à assister à la cérémonie d’hommage.
Le prétendant orléaniste au trône de France, le prince Jean d'Orléans, comte de Paris, fait aussi partie des personnalités invitées à la cérémonie.
80 dignitaires étrangers, dont une trentaine de chefs d'État et de gouvernement et de nombreux ambassadeurs assistent également à la cérémonie. Parmi eux :
- les présidents italien Sergio Mattarella, russe Vladimir Poutine, congolais Denis Sassou-Nguesso, allemand Frank-Walter Steinmeier, slovène Borut Pahor, bosniaque Sefik Dzaferovic, kosovar Hashim Thaçi, équatorio-guinéen Teodoro Obiang Nguema Mbasogo, mauricien Barlen Vyapoory, togolais Faure Gnassingbé, djiboutien Ismaïl Omar Guelleh, comorien Azali Assoumani, kino-congolais Félix Tshisekedi et la présidente géorgienne Salomé Zourabichvili[50] ;
- le prince Albert II de Monaco, l'émir Tamim du Qatar, le roi Abdallah II de Jordanie, le grand-duc Henri de Luxembourg et son épouse María Teresa, l'évêque d'Urgell et co-prince d'Andorre Joan-Enric Vives i Sicília[50], le prince héritier du Maroc Moulay El-Hassan (représentant son père, le roi Mohammed VI, souffrant)[57], le prince Edward, comte de Wessex (représentant sa mère, la reine Élisabeth II), le prince Joachim de Danemark (représentant sa mère, la reine Margrethe II) et son épouse la princesse Marie, ainsi que le roi Letsie III du Lesotho[55] ;
- les Premiers ministres libanais Saad Hariri, belge Charles Michel, hongrois Viktor Orbán, slovaque Peter Pellegrini, croate Andrej Plenković et la Première ministre serbe Ana Brnabić[57] ;
- le président de la Commission européenne Jean-Claude Juncker, le secrétaire général de l’OTAN Jens Stoltenberg et le secrétaire général de l’ONU Antonio Guterres ;
- la gouverneure générale du Canada Julie Payette[50].

D'anciens dirigeants qui ont connu Jacques Chirac en exercice sont également présents :
- les anciens présidents sénégalais Abdou Diouf, américain Bill Clinton, afghan Hamid Karzai[50], mozambicain Joaquim Chissano et les anciennes présidentes chilienne Michelle Bachelet et lettone Vaira Vīķe-Freiberga[57] ;
- les anciens Premiers ministres néerlandais Jan Peter Balkenende, belge Guy Verhofstadt[50], canadien Jean Chrétien[57], québécois Lucien Bouchard et Jean Charest[58] et l'ancien président du gouvernement espagnol José Luis Rodríguez Zapatero[59] ;
- l'ancienne impératrice Farah d'Iran, veuve de Mohammad Reza Chah[55].

Plusieurs personnalités médiatiques sont aussi présentes, comme la comédienne Michèle Laroque, compagne de l'ancien ministre François Baroin, le journaliste sportif Gérard Holtz, l'homme d'affaires François Pinault, son fils François-Henri Pinault et l’épouse de celui-ci, l’actrice Salma Hayek, l’acteur Vincent Lindon, l’animateur Patrick Sébastien et les journalistes Patrick Poivre d'Arvor et Laurent Delahousse,. En tout, 1 900 personnes assistent à la messe et 350 journalistes, français et étrangers, sont accrédités.
À la suite d'un « malentendu » entre l'ancien chancelier allemand Gerhard Schröder et le palais de l'Élysée, ce dernier, proche de Jacques Chirac, n'est finalement pas présent.
La place Saint-Sulpice, située devant l'église, est ouverte au public et deux écrans géants retransmettant la cérémonie sont dressés devant la façade de Saint-Sulpice.
Le pianiste Daniel Barenboim joue, à l'offertoire, l’Impromptu no 2 en la bémol majeur (opus posthume) de Franz Schubert (partition profane entendue au cours de l'office sur demande préalable d'Emmanuel Macron, président de la République). L’Introït, le Sanctus, l’Agnus Dei, le Pie Jesu et l'hymne latine In paradisum, extraits de la messe de Requiem de Gabriel Fauré (version de 1888) sont chantés, à différents moments de l'office, par le Jeune Ensemble, chœur qui est une des trois composantes de la maîtrise de Notre-Dame de Paris dirigée par Henri Chalet. Pas d'orchestre : ils sont accompagnés par le seul orgue de chœur, tenu par Yves Castagnet. Le Kyrie est emprunté au Requiem de Maurice Duruflé (1947), partition conçue dans un esprit voisin de celui de Gabriel Fauré (tout en reprenant les motifs mélodiques du chant grégorien). Le psaume 130 (De profundis clamavi ad te, Domine) a été chanté en style de faux-bourdon par les choristes. Le Pie Jesu du Requiem de Fauré a été chanté par une mezzo-soprano solo, membre du chœur (il l'avait déjà été, par la soprano américaine Barbara Hendricks lors des obsèques de François Mitterrand en 1996). Au cours de cette messe, Daniel Roth, au grand orgue, fait entendre différentes pièces, dont un choral luthérien adapté au clavier par Jean-Sébastien Bach, sous la forme d'un cantus firmus planant très sereinement au-dessus d'une polyphonie. Le célébrant, Mgr Aupetit, archevêque de Paris, entonne ensuite l'antienne grégorienne Salve Regina, reprise par le chœur et l'assemblée. Contrairement à ce qui a été annoncé par la presse, le Libera me du Requiem de Fauré (répons en chant alterné pour un baryton solo et chœur) n'a pas été chanté (non plus que l'Offertoire de ce même Requiem, qui aurait également fait intervenir un baryton dialoguant avec le chœur : ces deux parties du Requiem, de même que l'orchestration, ayant été terminées plus tard par le compositeur).

### Inhumation

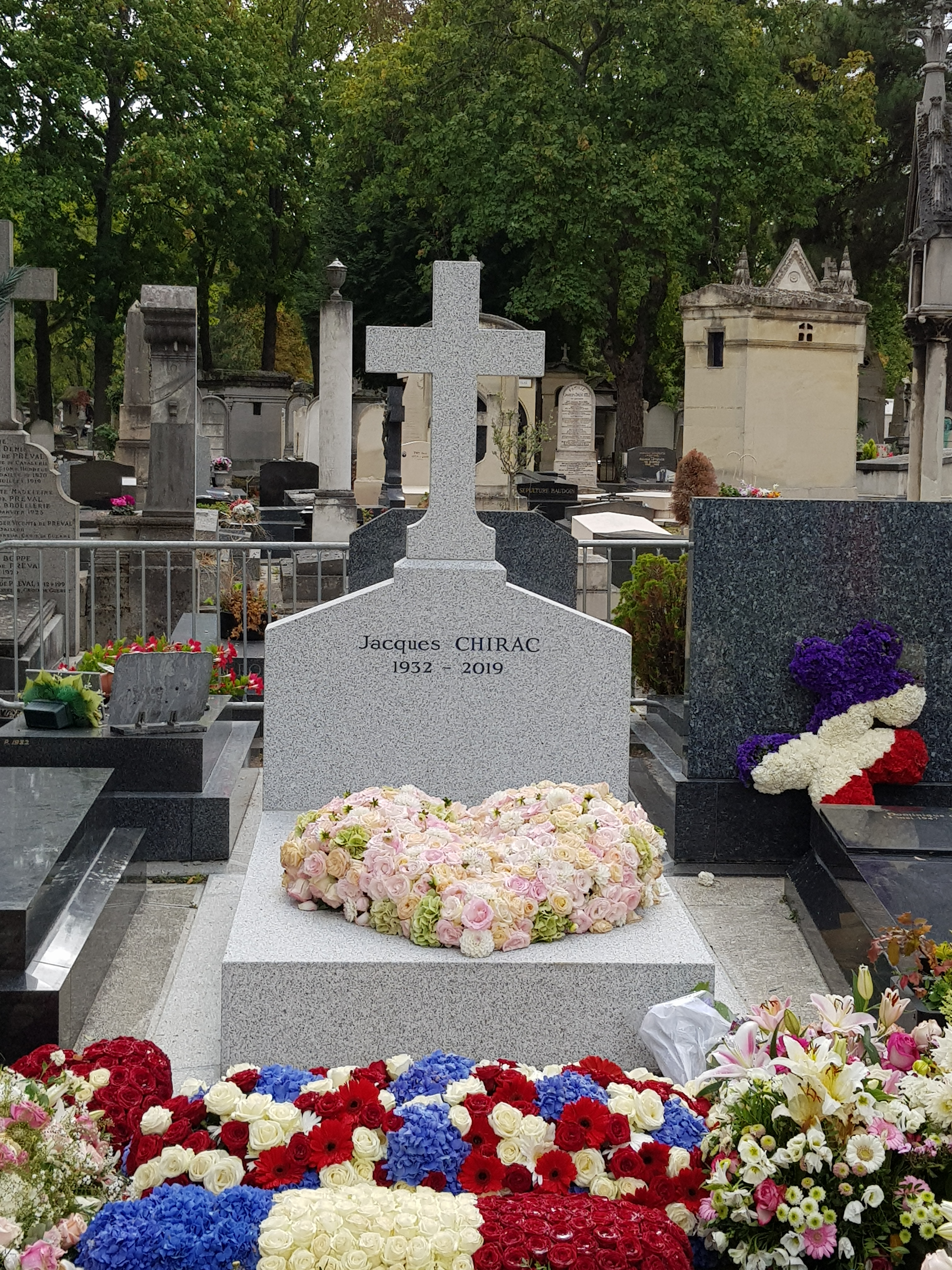
Sépulture de Jacques Chirac au cimetière du Montparnasse.

Jacques Chirac est ensuite inhumé dans l'intimité au cimetière du Montparnasse (Paris 14e) auprès de sa fille aînée Laurence, morte en 2016.
Selon Le Figaro, Jacques Chirac repose dans « un cercueil en pin massif orné d’une croix simple, aux poignées en métal, fait sur-mesure dans le Jura » par la maison Henri de Borniol. Les dimensions du cercueil ont été adaptées pour accueillir la dépouille de l’ancien président qui était de grande taille (1,89 m). Un deuxième cercueil a également été fabriqué, en cas d’imprévu,.
Le cimetière du Montparnasse connaît une forte hausse de fréquentation dans la semaine suivant l’inhumation de Jacques Chirac. Un mois après sa mort, 20 minutes constate que l’affluence s’est atténuée et que la tombe de l’ancien président « fait partie des tombes visitées mais au même titre que celles d’autres personnalités ». Le quotidien relève que, malgré la présence d’affiches indiquant l’emplacement de la tombe, « sa sépulture n’est pas devenue un lieu de pèlerinage », contrairement aux tombes de Charles de Gaulle à Colombey-les-Deux-Églises et de François Mitterrand à Jarnac.

### Déjeuner à l'Élysée
Comme Jacques Chirac l'avait fait après la messe d'obsèques de François Mitterrand à Notre-Dame, un déjeuner est organisé au palais de l'Élysée pour les dignitaires étrangers et les anciens présidents de la République présents. Vladimir Poutine, devant rentrer en Russie, n'y assiste pas, de même que Valéry Giscard d'Estaing, qui évite de retourner à l'Élysée depuis la fin de sa présidence.

## Hommages en Corrèze
En Corrèze, fief politique de Jacques Chirac, plusieurs hommages ont lieu. Nombre de drapeaux sont mis en berne dans les mairies du département. À Sarran, le musée qui porte son nom reste exceptionnellement ouvert le soir de sa mort.
De nombreuses personnalités politiques corréziennes, comme le maire d'Ussel Christophe Arfeuillère, le député Christophe Jerretie et le président du conseil départemental Pascal Coste, rendent hommage à l'ancien président, qui fut député de la Corrèze à plusieurs reprises entre 1967 et 1995. Tous soulignent ses apports positifs à la Corrèze notamment par le biais de sa Fondation.
Le 28 septembre, lors d'un salon de l’élevage à Ussel, les discours d'hommage à Jacques Chirac sont suivis d'une minute d'applaudissement. Le 30 septembre, une messe à la cathédrale de Tulle réunit plus de 650 personnes. Le même jour, environ 250 personnes assistent aux hommages du conseil départemental de la Corrèze. Christophe Arfeuillère, par ailleurs vice-président du département, évoque une Corrèze « aujourd'hui orpheline ».
La Fondation Jacques Chirac, qu'il a créée en 1971, lui rend hommage le 1er octobre à son siège d'Ussel. Outre les élus de Haute-Corrèze qui ont un établissement de la Fondation sur leur commune, elle est suivie par de nombreux employés et résidents. La Fondation Jacques Chirac est le premier employeur de la Corrèze avec 830 salariés.
Un hommage officiel, à la demande de la famille et du département, se tient le 5 octobre 2019,.

## Hommages au Parlement
Le 1er octobre 2019, le Premier ministre Édouard Philippe rend hommage au président Jacques Chirac dans un discours à l'Assemblée nationale, suivi d'une minute de silence dans l'hémicycle, en présence en tribune des anciens présidents de l'Assemblée Jean-Louis Debré et Patrick Ollier et des anciens Premiers ministres Alain Juppé et Édith Cresson. Une exposition regroupant des photos de Jacques Chirac dans l’hémicycle, mais aussi sur sa terre d’élection ou au Salon de l'agriculture, ainsi que des anciennes brochures électorales ou professions de foi, et ses fiches de député remplies à la main sont présentées dans le salon de la Paix (dit salle des pas perdus) en l’honneur de l’ancien président qui fut député entre 1967 et 1995,.
Un hommage lui est également rendu au Sénat, le 2 octobre 2019, par le président Gérard Larcher, qui salue « un sublime guerrier de la politique »,.